# Crunchyroll
 (транскр.  Кранчирол) америчка је ОТТ платформа видео-стриминга чији је власник Sony Group Corporation. Приказује филмове и телевизијске серије произведене у источној Азији, односно првенствено јапанске аниме. Седиште се налази у Сан Франциску, са испоставом у Токију.
Crunchyroll је покренут средином 2006. од стране групе студената Универзитета Калифорније. Данас има преко 120 милиона регистрованих корисника широм света. Званична маскота је Химе. Приказује преко 1.000 анимеа, као и стотине бројних других формата у зависности од државе.

## Илегална дистрибуција
Crunchyroll је почео 2006. године као профитна веб локација за отпремање и стримовање видео записа која је специјализована за смештање садржаја из источне Азије. Године 2008. Crunchyroll је обезбедио капиталну инвестицију од 4,05 милиона долара од компаније ризичног капитала Venrock. Инвестиција је изазвала критике од стране дистрибутера анимеа, јер је сајт наставио да дозвољава корисницима да постављају нелегалне копије лиценцираних наслова.

## Легална дистрибуција
Међутим, Crunchyroll је на крају почео да обезбеђује уговоре о легалној дистрибуцији са компанијама. Дана 8. јануара 2009. године, након што је објавио договор са ТВ Токио о емитовању епизода Naruto Shippuden, Crunchyroll је изјавио да је посвећен уклањању свих материјала који крше ауторска права са свог сајта и да оставлја само садржај на који има легитимна права дистрибуције.
У 2010. објављена је стицање права на северноамерички ДВД, 5 Centimeters Per Second. Ово је било прво ДВД издање које је лиценцирао Crunchyroll.
Октобра 2013. започела је дигитална дистрибуција 12 различитих наслова манга из Kodansha — серије као што су Attack on Titan и Fairy Tail биле су део манге које су првобитно биле доступне.

## Куповина од стране компанијеSony
Објављено је 12. августа 2020. да је Sony Pictures Entertainment у преговорима о куповини Crunchyroll за 1,5 милијарди долара. Касније у октобру 2020. објављено је да је Sony у последњим преговорима са АТ&Т-ом о куповини за више од 100 милијарди јена, отприлике 957 милиона долара. Децембра 2020, Funimation и њен власник Sony објавили су да су постигли договор са АТ&Т и WarnerMedia о куповини, за око 1,175 милијарди долара. Sony је 9. августа 2021. објавио да је завршио куповину Crunchyroll-а. Након куповине, Sony је изјавио да желе да створе јединствено искуство претплате, четири дана касније је потврђено да је VRV укључен у куповину. Објављено је 1. марта 2022. године да ће услуге Funimation, Wakanim и VRV SVOD бити обједињене у Crunchyroll. Поред тога, Funimation ће бити преименована и апсорбована у Crunchyroll, LLC, при чему ће се бренд Funimation постепено укидати. Crunchyroll и Wakanim су 11. марта 2022. објавили да ће обуставити своје услуге у Русији због руске инвазије Украјине 2022. године.

## Аниме награде
Crunchyroll Аниме награде годишње су награде које се додељују за признање анимеа из претходне године. Награде су први пут одржане у јануару 2017. Crunchyroll бира двадесет судија из различитих средина који затим праве листу од шест номинованих у свакој категорији. Ова листа се затим ставља на располагање јавности за онлајн гласање за избор победника.